# ساندوكان
ساندوكان (بالإيطالية: Sandokan)‏ هو شخصية قرصان ماليزي نشط في بحر الصين الجنوبي أثناء القرن ال19 ومن تأليف الكاتب الإيطالي إيميليو سالغاري. تم إنشاء عدة أفلام ومسلسلات عنه. ينشط ساندوكان في القرصنة ويحارب التجار والمستعمرين ومن هولندا وبريطانيا والصين والهند ومنها حربهم ضد القبطان الإنجليزي جيمس بروك وضد ملك سراوق، لكنه يستخدم أيضاً كمرتزق في لأجل محاربة عصابات الثوجي الهندية والمعروفة لولائها للإلهة الهندوسية كالي، ويرافقه صديقه المستكشف البرتغالي يانيز دي غوميرا.

## الروايات
- لغز الأدغال السوداء (1895)
- قراصنة ماليزيا (1896)
- نمور مومبراسيم (1990)
- النمرين (1904)
- ملك البحر (1906)
- البحث عن العرش (1907)
- الحساب (1907)
- العودة إلى مومبراسيم (1908)
- البراهمان (1911)
- إمبراطورية تنهار (1911)
- انتقام يانيز (1913)